# 孙东旭
孙东旭（1986年—），东方甄选前CEO，南开大学工学学士。

## 经历
2007年6月，孙东旭于南开大学取得计算机科学与技术专业的工学学士学位。毕业后旋即加入了新东方，并先后担任天津新东方学校国外考试部教师、合肥新东方学校助理校长。
2016年4月，因新东方西安分校遇到困难，孙东旭临危受命，调任西安新东方学校校长，快速解决了当时面临的问题。2018年7月，他被调回集团时，西安新东方学校实现了60%的增长，并成为全国排名第三的分校。
2019年，34岁的孙东旭出任新东方在线CEO。
2023年3月，新东方在线宣布更名“东方甄选”，孙东旭继续担任东方甄选执行董事、CEO。
2023年12月16日，东方甄选抖音帐号公布公司公告，宣称孙东旭不再担任东方甄选执行董事、CEO。当天19:00，创始人俞敏洪与董宇辉一同现身“东方甄选”直播间。期间，俞敏洪表示“还是现在的团队，只不过换了一个CEO。孙东旭还是会参与到东方甄选的发展上来，孙东旭暂时被董事会处分了一下，相信他未来会吸取教训，为东方甄选做出更多的事情”。12月17日晚间，东方甄选在港交所发布公告称，解除孙东旭行政总裁、执行董事职务；留任非执行董事。12月22日，孙东旭辭任东方甄选非執行董事。12月29日，在被免职13天后，孙东旭在东方甄选直播间再次亮相。